# Цілинна ділянка вздовж зрошувального каналу
Цілинна ділянка вздовж зрошувального каналу — ентомологічний заказник місцевого значення. Об'єкт розташований на території Михайлівського району Запорізької області, біля моста через канал на село Вовковка.
Площа — 14 га, статус отриманий у 1984 році.